# Raión de Svetlahorsk
Svetlahorsk (en bielorruso: Светлагорскі раён) es un raión o distrito de Bielorrusia, en la provincia (óblast) de Gómel. Su capital es Svetlahorsk.
Comprende una superficie de 1 898 km².

## Demografía
Según estimación 2010 contaba con una población total de 90 125 habitantes.

## Subdivisiones
Comprende la ciudad subdistrital de Svetlahorsk (la capital), los asentamientos de tipo urbano de Párychy y Sasnovy Bor y los siguientes seis consejos rurales:
- Astáshkavichy
- Baravikí
- Davýdauka (con capital en Zahorie)
- Krásnauka
- Mikaláyeuka
- Chýrkavichy